# Budy Wolińskie
Budy Wolińskie – wieś sołecka w Polsce położona w województwie mazowieckim, w powiecie mławskim, w gminie Strzegowo.
W latach 1975–1998 miejscowość administracyjnie należała do województwa ciechanowskiego.
Obok miejscowości przepływa niewielka rzeka Rosica, dopływ Wkry.